# 24 Heures de Spa 2018
Navigation
Édition précédente Édition suivante
Les 24 Heures de Spa 2018 (2018 Total 24 Hours of Spa), disputées les 28 juillet 2018 et 29 juillet 2018 sur le Circuit de Spa-Francorchamps, sont la soixante-dixième édition de cette épreuve. La course faisait partie de la Blancpain GT Series Endurance Cup 2018 et du Intercontinental GT Challenge 2018 (en).

## Course

### Classement de la course
Les voitures ne parcourant pas 70 % de la distance du gagnant sont non classées (NC).